# 黑吸蜜鸟
，是雀形目吸蜜鸟科的一种鸟类。
黑吸蜜鸟体重约9.9克，翼长约66.9毫米，嘴峰长约18毫米，喙宽度约2.4毫米，喙厚度约2.5毫米，跗蹠长约13.6毫米，尾长约41.2毫米。黑吸蜜鸟是候鸟，其栖息在半开放的灌木丛中，食性为杂食性，主要食物来源是植物的花蜜。
黑吸蜜鸟分布于澳大利亚中部干旱地区至西澳大利亚中部的沿海区域。该物种是单型物种，没有亚种分化。